# Biserica „Adormirea Maicii Domnului” din Goianul Nou
Biserica „Adormirea Maicii Domnului” este o biserică amplasată pe str. Vasile Alecsandri 1 în Goianul Nou, municipiul Chișinău, Republica Moldova. Este un monument arhitectural de importanță națională inclus în Registrul monumentelor Republicii Moldova ocrotite de stat cu nr. 420 (municipiul Chișinău). Datează din 1825.